# Pszczółka Maja (serial animowany 1975)
Pszczółka Maja (jap. みつばちマーヤの冒険 Mitsubachi Māya no Bōken; niem. Die Biene Maja) – austriacko-japońsko-zachodnioniemiecki serial animowany wyprodukowany przez Nippon Animation. Składa się z dwóch serii po 52 odcinki. Oparty na książce niemieckiego pisarza Waldemara Bonselsa, Pszczółka Maja i jej przygody wydanej po raz pierwszy w 1912 roku. 
Serial cieszył się ogromnym powodzeniem na całym świecie, przemycał w umiejętny sposób wiele wiedzy przyrodniczej, czasem nieco ubarwiając i zniekształcając rzeczywistość, ale raczej w ramach dozwolonych dla filmów animowanych dla dzieci. Serial otrzymał też oprawę muzyczną czeskiego kompozytora Karela Svobody. Główny temat to piosenka Pszczółka Maja śpiewana w polskiej wersji przez Zbigniewa Wodeckiego do tekstu napisanego przez Henryka Rostworowskiego. W wersji niemieckiej śpiewał znany także w Niemczech czeski idol Karel Gott, który nagrał równolegle wersję w języku ojczystym oraz słowackim.

## Fabuła
Serial opowiada o pszczółce Mai, która wraz z Guciem przeżyją niezwykłe przygody.

## Bohaterowie
- Maja (jap. マーヤ)

Seiyū: Michiko Nomura (1. seria), Runa Akiyama (2. seria) 
- Gustaw „Gucio” (jap. ウイリー) – truteń; kolega Mai, obżartuch i śpioch.

Seiyū: Masako Nozawa 
- Filip (jap. フィリップ) – konik polny; pierwszy przyjaciel Mai i Gucia na łące.

Seiyū: Ichirō Nagai (1. seria), Ritsuo Sawa (2. seria) 
- Panna Klementyna (jap. カッサンドラ先生) – pszczoła; wychowawczyni Mai i Gucia z ula.

Seiyū: Miyoko Asō (1. seria), Mari Tone (2. seria) 
- Stara królowa pszczół (jap. 女王（旧）)

Seiyū: Natsuko Kawaji (1. seria) 
- Nowa królowa pszczół (jap. 女王（新）)

Seiyū: Akiko Tsuboi (1. seria) 
- Strażnicy (jap. 衛兵たち)

Seiyū: Kazuya Tatekabe oraz Keaton Yamada (1. seria) 
- Aleksander (jap. マウシィ) – mysz; „światowiec” i wynalazca, wielbiciel smrodliwych serów.

Seiyū: Keiko Toda (2. seria) 
- Tekla (jap. テクラ) – pajęczyca; skrzypaczka i łowczyni owadów.

Seiyū: Kazue Takahashi (2. seria) 

## Obsada głosowa
| Postać                                                        | Obsada niemiecka                                   |
| ------------------------------------------------------------- | -------------------------------------------------- |
| Maja                                                          | Scarlet Cavadenti                                  |
| Gucio                                                         | Eberhard Storeck                                   |
| Filip                                                         | Manfred Lichtenfeld                                |
| Aleksander                                                    | Kurt Zips                                          |
| panna Klementyna                                              | Lorley Katz                                        |
| Tekla                                                         | Tilli Breidenbach                                  |
| Bzyk Brzęczymucha – mucha „obyta” z ludźmi i zwierzyną domową | Bruno W. Pantel (seria I) Harald Baerow (seria II) |
| Dowódca mrówek                                                | Berno von Cramm                                    |
| Urwis                                                         | Christa Häussler                                   |
| Teodor – żuk gnojarz; posłuszny żonie                         | Harry Kalenberg                                    |
| żona Teodora                                                  | Inge Schulz                                        |
| Królowa pszczół                                               | Charlotte Kerr                                     |
| Panna Motylkówna – motyl; „modelka” i „artystka”              | Doris Jensen                                       |
| Pani Biedronka – biedronka; ma niesforne dzieci               | Margit Weinert                                     |
| Migotka – ważka; ocalona przez Maję, zjadła muchę Nepomucena  | Margit Weinert                                     |
| Magda – dżdżownica                                            | Michael Rüth                                       |

## Wykonawcy piosenki z czołówki
- Zbigniew Wodecki – polska,
- Grupa wokalna Amazonki – polska (seria 2., w rzeczywistości wersja użyta tylko w odc. 53 i nieemitowana),
- Karel Gott – niemiecka, czeska i słowacka,
- James Last – niemiecka (seria 2., wersja nieemitowana), użyta również w wersji hiszpańskiej.

## Spis odcinków
| N/o            | Polski tytuł                          | Niemiecki tytuł                                             |
| -------------- | ------------------------------------- | ----------------------------------------------------------- |
|                |                                       |                                                             |
| SERIA PIERWSZA |                                       |                                                             |
|                |                                       |                                                             |
| 001            | Narodziny                             | Maja wird geboren                                           |
|                |                                       |                                                             |
| 002            | Nauka latania                         | Maja lernt fliegen                                          |
|                |                                       |                                                             |
| 003            | Uratowanie Migotki                    | Maja und die Libelle Schnuck                                |
|                |                                       |                                                             |
| 004            | Maja wśród mrówek                     | Maja bei den Ameisen                                        |
|                |                                       |                                                             |
| 005            | Spotkanie z Burczymuchą               | Maja und die Stubenfliege Puck                              |
|                |                                       |                                                             |
| 006            | Maja i Tekla                          | Maja und die Spinne Thekla                                  |
|                |                                       |                                                             |
| 007            | Pożar                                 | Der Waldbrand                                               |
|                |                                       |                                                             |
| 008            | Gucio i Mrówka                        | Willi bei den Ameisen                                       |
|                |                                       |                                                             |
| 009            | Dżdżownica Magda                      | Maja und der Regenwurm Max                                  |
|                |                                       |                                                             |
| 010            | Żaba                                  | Maja und der Frosch                                         |
|                |                                       |                                                             |
| 011            | Deszcz                                | Maja und Iffi im Regen                                      |
|                |                                       |                                                             |
| 012            | Podziemna przygoda                    | Maja und das Glühwürmchen Jimmy                             |
|                |                                       |                                                             |
| 013            | Pani Szarańcza                        | Maja und die Heuschrecke                                    |
|                |                                       |                                                             |
| 014            | Zawody w skakaniu                     | Das Wettspringen                                            |
|                |                                       |                                                             |
| 015            | Mała gąsieniczka                      | Maja und die kleine Raupe                                   |
|                |                                       |                                                             |
| 016            | Rodzina skorków                       | Ungebetene Gäste                                            |
|                |                                       |                                                             |
| 017            | Filozof                               | Maja und der Tausendfüßler Hironimus                        |
|                |                                       |                                                             |
| 018            | Rosiczka                              | Flip sitzt in der Falle                                     |
|                |                                       |                                                             |
| 019            | Grubas                                | Thekla hat sich verrechnet                                  |
|                |                                       |                                                             |
| 020            | Odorek                                | Eine anrüchige Geschichte                                   |
|                |                                       |                                                             |
| 021            | Cykada                                | Konzert der Zikaden                                         |
|                |                                       |                                                             |
| 022            | Mrówka dezerter                       | Maja als Ersatzameise                                       |
|                |                                       |                                                             |
| 023            | Kornik                                | Wie die Grille befreit wurde                                |
|                |                                       |                                                             |
| 024            | Wyprawa do lasu                       | Maja sucht den Wald                                         |
|                |                                       |                                                             |
| 025            | Szerszeń udawacz                      | Wie kommt es, dass man manche Tiere nicht sieht?            |
|                |                                       |                                                             |
| 026            | Szarańcza                             | Flips schlimme Familie                                      |
|                |                                       |                                                             |
| 027            | Duszek kwiatowy                       | Der Blumenelf                                               |
|                |                                       |                                                             |
| 028            | Osa, Magda i doktor Henryk            | Max wird operiert                                           |
|                |                                       |                                                             |
| 029            | Jak zbudować dom?                     | Die Raupe bekommt ein Haus                                  |
|                |                                       |                                                             |
| 030            | Butelka                               | Die Fahrt in der Limonadenflasche                           |
|                |                                       |                                                             |
| 031            | Pisklę                                | Harald, der Spatz                                           |
|                |                                       |                                                             |
| 032            | Maja gigant                           | Maja, die Riesin                                            |
|                |                                       |                                                             |
| 033            | Żaba, ryba i ptak                     | Auf der Flucht vor Spatz und Frosch                         |
|                |                                       |                                                             |
| 034            | Pucek                                 | Wieland macht eine Hungerkur                                |
|                |                                       |                                                             |
| 035            | Wacek – brat Filipa                   | Der doppelte Flip                                           |
|                |                                       |                                                             |
| 036            | Pchła i pies                          | Wie Maja einen Floh rettet                                  |
|                |                                       |                                                             |
| 037            | Zima                                  | Wie Maja und Willi über den Winter kommen                   |
|                |                                       |                                                             |
| 038            | Wiosna                                | Der Frühling ist da                                         |
|                |                                       |                                                             |
| 039            | Mila i Nocuś                          | Der Nachtfalter Jack                                        |
|                |                                       |                                                             |
| 040            | Mrówki i Mszyce                       | Der Kampf um die Blattläuse                                 |
|                |                                       |                                                             |
| 041            | Czarna osa                            | Wie die Fliege gefoppt wird                                 |
|                |                                       |                                                             |
| 042            | Karaluch łasuch                       | Prahlhans Küchenschabe                                      |
|                |                                       |                                                             |
| 043            | Mrówkolew i termity                   | Wie Maja den Termiten hilft                                 |
|                |                                       |                                                             |
| 044            | Turkuć podjadek                       | Von der Maulwurfsgrille, die keiner zum Freund haben wollte |
|                |                                       |                                                             |
| 045            | Jajeczka                              | Eier, Eier, nichts als Eier                                 |
|                |                                       |                                                             |
| 046            | Gustaw i Okrutna Eryka                | Gustav und Emma                                             |
|                |                                       |                                                             |
| 047            | Dyzio                                 | Die Ameise, die nicht mehr spielen wollte                   |
|                |                                       |                                                             |
| 048            | Świerszcz Kazio                       | Kurt schummelt                                              |
|                |                                       |                                                             |
| 049            | Konkurs piękności                     | Der Schönheitswettbewerb                                    |
|                |                                       |                                                             |
| 050            | Morska przygoda                       | Die Seefahrt                                                |
|                |                                       |                                                             |
| 051            | Szerszenie                            | Gefangen                                                    |
| 052            | Szerszenie                            | Maja kommt nach Hause                                       |
|                |                                       |                                                             |
| SERIA DRUGA    |                                       |                                                             |
|                |                                       |                                                             |
| 053            | Wiosna, poszukiwanie Filipa           | Alexander der Große                                         |
|                |                                       |                                                             |
| 054            | Biedronka Herman, zawody siłaczy      | Kraftprotz Herrmann                                         |
|                |                                       |                                                             |
| 055            | Letni koncert                         | Das Freilichtkonzert                                        |
|                |                                       |                                                             |
| 056            | Wszędzie dobrze, ale w domu najlepiej | Bei ganz feinen Leuten                                      |
|                |                                       |                                                             |
| 057            | Kto ukradł ser?                       | Der geheimnisvolle Käsedieb                                 |
|                |                                       |                                                             |
| 058            | Cyrkowcy                              | Hans und Heinz aus Mainz                                    |
|                |                                       |                                                             |
| 059            | Bieg na przełaj                       | Erntedankfest mit Hindernissen                              |
|                |                                       |                                                             |
| 060            | Ucieczka                              | Spuk auf der Waldwiese                                      |
|                |                                       |                                                             |
| 061            | Królowa Maja                          | Königin Maja und Prinzessin Thekla                          |
|                |                                       |                                                             |
| 062            | Aleksander w butelce                  | Die Maus in der Flasche                                     |
|                |                                       |                                                             |
| 063            | Goście z miasta                       | Besuch aus der Stadt                                        |
|                |                                       |                                                             |
| 064            | Kto ukradł miód?                      | Willi, der Nachtwächter                                     |
|                |                                       |                                                             |
| 065            | Gość z innej planety                  | Das Wesen vom anderen Stern                                 |
|                |                                       |                                                             |
| 066            | Mucha Funia                           | Puck und Freda                                              |
|                |                                       |                                                             |
| 067            | Mysz może latać                       | Alexander geht in die Luft                                  |
|                |                                       |                                                             |
| 068            | Gzy                                   | Die Fliegenprinzessin                                       |
|                |                                       |                                                             |
| 069            | Maciek, brat Aleksandra               | Unerwünschter Besuch                                        |
|                |                                       |                                                             |
| 070            | Mrówki rozbójnice                     | Die Raubameisen kommen                                      |
|                |                                       |                                                             |
| 071            | Piłka nożna                           | Das große Finale                                            |
|                |                                       |                                                             |
| 072            | Wiatr i dzieci Biedronki              | Stürmischer Nachmittag                                      |
|                |                                       |                                                             |
| 073            | Teatr                                 | So ein Theater                                              |
|                |                                       |                                                             |
| 074            | Zawody w lataniu                      | Das große Wettfliegen                                       |
|                |                                       |                                                             |
| 075            | Złoty żuk, Powódź                     | Ein goldener Käfer                                          |
|                |                                       |                                                             |
| 076            | Trąba powietrzna                      | Auf einem anderen Stern                                     |
|                |                                       |                                                             |
| 077            | Mrówkolew Emil                        | Wer hilft Emil?                                             |
|                |                                       |                                                             |
| 078            | Zielony Karnawał                      | Lange Nasen und Störenfriede                                |
|                |                                       |                                                             |
| 079            | Kim ja jestem?                        | Hilfe, wer bin ich?                                         |
|                |                                       |                                                             |
| 080            | Wypadek na pikniku                    | Picknick mit Hindernissen                                   |
|                |                                       |                                                             |
| 081            | Gucio w niewoli                       | Willi in Gefangenschaft                                     |
|                |                                       |                                                             |
| 082            | Aleksandrofon                         | Das Alexandrophon                                           |
|                |                                       |                                                             |
| 083            | Gdzie są Filip i Gucio?               | Wo sind Flip und Willi?                                     |
|                |                                       |                                                             |
| 084            | Profesor Aleksander                   | Die Sache mit dem Bumerang                                  |
|                |                                       |                                                             |
| 085            | Gucio w potrzasku                     | In der Falle                                                |
|                |                                       |                                                             |
| 086            | Królewna Beatrycze                    | Prinzessin Beatrice                                         |
|                |                                       |                                                             |
| 087            | Wszystkowiedzący dziadek              | Herr Besserwisser                                           |
|                |                                       |                                                             |
| 088            | Kret Rufin                            | Marvin, der Lebensretter                                    |
|                |                                       |                                                             |
| 089            | Nie ten Pan Młody                     | Der falsche Bräutigam                                       |
|                |                                       |                                                             |
| 090            | Tarantula                             | Aus dem Lande der Bananen                                   |
|                |                                       |                                                             |
| 091            | Nie ma wody                           | Kein Wasser mehr                                            |
|                |                                       |                                                             |
| 092            | Gangsterzy                            | Die Moskitobande                                            |
|                |                                       |                                                             |
| 093            | Dobre i złe maniery                   | Ganz feine Leute                                            |
|                |                                       |                                                             |
| 094            | Wizyta królowej                       | Die Königin kommt                                           |
|                |                                       |                                                             |
| 095            | Porwanie we mgle                      | Maja als Findelkind                                         |
|                |                                       |                                                             |
| 096            | Zawody narciarskie                    | Das große Skirennen                                         |
|                |                                       |                                                             |
| 097            | Bon voyage                            | Eine Seefahrt, die ist lustig                               |
|                |                                       |                                                             |
| 098            | Wielka rzeźba Gucia                   | Wie Willi die Wiese rettet                                  |
|                |                                       |                                                             |
| 099            | Niebo                                 | Die Sache mit dem Fernrohr                                  |
|                |                                       |                                                             |
| 100            | Zakochani                             | Krach um Vielliebchen                                       |
|                |                                       |                                                             |
| 101            | Starość nie radość                    | Feuer, Feuer                                                |
|                |                                       |                                                             |
| 102            | Lód                                   | Lecker, Lecker Eis                                          |
|                |                                       |                                                             |
| 103            | Raj Jakuba                            | Jakob aus dem Paradies                                      |
|                |                                       |                                                             |
| 104            | Karnawał kwiatów                      | Das Blumenfest                                              |

## Wersja polska
W Polsce po raz pierwszy serial był wyemitowany 26 grudnia 1979 roku do 1982 roku na kanale TVP1 i kilkakrotnie powtarzany w tej samej stacji. Od 23 listopada 2010 roku do 23 lutego 2011 roku był emitowany w TV Puls, a od 30 sierpnia 2012 w Puls 2. W międzyczasie był emitowany na kanale MiniMini+. Od 16 października 2018 roku jest emitowany na kanale Polsat Rodzina i od 1 września 2019 roku Nowa TV.
Wersja polska: Studio Opracowań Filmów w Warszawie
Reżyseria:
- Maria Olejniczak (odc. 1-39),
- Izabella Falewiczowa (odc. 40-73),
- Maria Piotrowska (odc. 74-97),
- Zofia Dybowska-Aleksandrowicz (odc. 98-104),

Dialogi:
- Halina Wodiczko (kilka odcinków),
- Joanna Klimkiewicz (odc. 40-43, 46-56, 65, 67-68, 71-72),
- Maria Etienne (odc. 44-45, 95),
- Grażyna Dyksińska-Rogalska (odc. 57-64, 69, 82-83, 89-91)
- Krystyna Skibińska-Subocz (odc. 66, 70, 73-75, 78-81, 85-88, 102-104)
- Elżbieta Kowalska (odc. 76-77, 84, 92-94, 96-97, 99-101)
- Krystyna Albrecht (odc. 98)

Operator dźwięku:
- Alina Hojnacka-Przeździak (odc. 40-56, 65-66, 68-87),
- Roman Błocki (odc. 57-64, 67, 88-92),
- Stanisław Uszyński (odc. 93-94)
- Jerzy Januszewski (odc. 95-104)

Montaż:
- Gabriela Turant-Wiśniewska (odc. 40-46, 59-75, 100-104),
- Jolanta Nowaczewska (odc. 47, 95-99),
- Anna Szatkowska (odc. 47),
- Dorota Bochenek (odc. 48, 85-90),
- Halina Ryszowiecka (odc. 49-57, 76-84),
- Stanisław Uszyński (odc. 58),
- Urszula Sierosławska (odc. 91-94)

Kierownictwo produkcji:
- Waldemar Szczepański (odc. 40-45),
- Adam Wieluński (odc. 46-50),
- Wojciech Rakowski (odc. 51-56),
- Mieczysława Kucharska (odc. 57-60),
- Jan Szatkowski (odc. 61-64, 74-94),
- Andrzej Staśkiel (odc. 65-73, 95-104),

W wersji polskiej udział wzięli:
- Ewa Złotowska – Maja
- Jan Kociniak – Gucio
- Andrzej Gawroński –
  - Filip,
  - Wacek (odc. 35),
  - szczur (odc. 63)
- Henryk Talar – Aleksander
- Krystyna Miecikówna –
  - panna Klementyna,
  - Pracuś,
  - Urwis (odc. 31),
  - Biedronka Siedmiokropka (odc. 36),
  - pani Moskitowa (odc. 45),
  - słuchaczka Gustawa (odc. 46),
  - mały ślimak #2 (odc. 46)
- Tadeusz Włudarski –
  - Bzyk Brzęczymucha,
  - Teodor,
  - Grubas (odc. 11),
  - larwa cykady (odc. 21),
  - Pucek (odc. 34),
  - Gustaw Mocny (odc. 46),
  - Mistrz Ceremonii (odc. 49)
- Alina Bukowska –
  - Tekla,
  - dżdżownica Magda (odc. 9, 18, 28),
  - pani Szarańcza (odc. 13),
  - osa (odc. 41)
- Zofia Gładyszewska –
  - pani Biedronka,
  - biedronka Dwukropka (odc. 16, 36),
  - panna Klara (odc. 23),
  - pani Chrząszcz (odc. 34),
  - pszczoła (odc. 44),
  - ślimak (odc. 46),
  - chrząszcz matka (odc. 53),
  - gąsienica
- Leopold Matuszczak –
  - strażnik ula #2 (odc. 3),
  - robaczek świętojański (odc. 12),
  - Szarańcza-sierżant (odc. 26),
  - pająk (odc. 39),
  - turkuć podjadek (odc. 44),
  - Bóbr,
  - pan Ryjkowcowy,
  - Stonoga,
  - jeden z szerszeni planujących napad na ul Mai
- Henryk Łapiński –
  - Wij,
  - strażnik ula #2 (odc. 3),
  - konik polny (odc. 14),
  - pan Skorek (odc. 16),
  - pluskwiak / Odorek (odc. 20),
  - dowódca mrówek (odc. 22, 28, 37),
  - skorek (odc. 28),
  - Nocuś (odc. 39)
- Eugeniusz Kamiński –
  - Nepomucen (odc. 3),
  - turkuć podjadek (odc. 12),
  - Udawacz (odc. 25),
  - żuk grabarz (odc. 37-38)
- Zygmunt Maciejewski –
  - pułkownik mrówek (odc. 4),
  - strażnik mrówka (odc. 21),
  - wódz wrogich mrówek (odc. 40)
- Ilona Kuśmierska –
  - Urwis (odc. 4),
  - Pracuś (odc. 8),
  - termit Tony (odc. 23),
  - gąsienica (odc. 29),
  - dziewczynka (odc. 33),
  - mały ślimak #1 (odc. 46),
  - motylkówna uwięziona przez tarantulę (odc. 46),
  - mrówka Dyzio (odc. 47)
- Janusz Paluszkiewicz – człowiek (odc. 5)
- Małgorzata Włodarska –
  - Pani Ryjkowcowa (odc. 6),
  - mała gąsienica (odc. 15)
- Halina Kazimierowska –
  - pani Ślimakowa (odc. 7),
  - żaba (odc. 14)
- Zygmunt Listkiewicz – Krispin (odc. 8)
- Wiesław Machowski – dowódca mrówek (odc. 8)
- Halina Kossobudzka –
  - żaba (odc. 10),
  - Królowa (odc. 52)
- Urszula Hałacińska – Lilly (odc. 11)
- Jerzy Tkaczyk –
  - pająk (odc. 13),
  - mucha (odc. 16),
  - Grubas (odc. 19, 25),
  - trzmiel (odc. 30),
  - chrząszcz ojciec (odc. 53),
  - chrząszcz pustosz (odc. 66),
  - Szerszeń
- Wojciech Szymański –
  - pan Cykada (odc. 14),
  - dowódca mrówek (odc. 20, 31-32, 40, 53),
  - Duszek kwiatowy (odc. 27),
  - Ślimak (odc. 29),
  - słuchacz Gustawa (odc. 46),
  - chrząszcz (odc. 46),
  - Konik polny (odc. 47),
  - Kazio (odc. 48),
  - Topcio (odc. 58)
- Włodzimierz Nowakowski –
  - Bzyk (odc. 14),
  - Hieronim (odc. 17),
  - Wij (odc. 20)
- Bożena Pietraszek – pani Sprężyk (odc. 14)
- Teresa Hering –
  - pchła (odc. 14),
  - ptak Kuleczka (odc. 31),
  - chłopiec (odc. 33)
- Alicja Wyszyńska – pani Skorkowa (odc. 16)
- Maria Szadkowska –
  - motyl (odc. 16),
  - osa (odc. 29)
- Danuta Przesmycka – Pływaczek (odc. 18, 31)
- Stanisław Zatłoka –
  - kosarz (odc. 20),
  - strażnik Termitów (odc. 44)
- Jan Mayzel –
  - pan Biedronka (odc. 20),
  - nauczyciel (odc. 48)
- Paweł Wawrzecki – mrówka nr 6 (odc. 22)
- Piotr Wyszomirski –
  - kornik (odc. 23-24),
  - krab (odc. 50)
- Eugeniusz Robaczewski –
  - jeden z żuków grabarzy (odc. 23-24),
  - wybawiciel Aleksandra #2 (odc. 63)
- Wiesław Drzewicz –
  - komar (odc. 27),
  - mrówka na kwiatku,
  - tarantula,
  - Dziadek, stary chrząszcz,
- Lech Ordon –
  - doktor Henryk (odc. 28),
  - Ludwik (odc. 51)
- Irena Malarczyk –
  - osa (odc. 28),
  - żaba (odc. 33),
  - Okrutna Eryka (odc. 46)
- Krzysztof Kołbasiuk – chrząszcz (odc. 37)
- Dorota Kawęcka – Mila (odc. 39)
- Krystyna Kołodziejczyk – mucha (odc. 41)
- Joachim Lamża – karaluch (odc. 42)
- Czesław Lasota – mrówkolew (odc. 43)
- Andrzej Żółkiewski – szerszeń (odc. 44)
- Anna Seniuk – mucha Berta (odc. 45)
- Aleksandra Zawieruszanka – ćma (odc. 45)
- Stanisław Gawlik – chrząszcz (odc. 45)
- Jolanta Zykun – panna Motylkówna (odc. 49)
- Maria Miarczyńska
- Mariusz Benoit – chrząszcz Pływak (odc. 50)
- Wanda Elbińska – żółwica Liza (odc. 50)
- Aleksander Gawroński – Pająk (odc. 52)
- Wojciech Duryasz – Narrator zapowiadający następny odcinek (odc. 53-77)
- Aleksandra Koncewicz – ważka (odc. 53)
- Mirosław Wieprzewski –
  - Bobcio (odc. 58),
  - Bartek (odc. 62),
  - wybawiciel Aleksandra #1 (odc. 63),
  - przybysz z obcej planety (odc. 65)
- Stefan Pułtorak – kornik (odc. 62)
- Krystian Tomczak – szef trutni (odc. 64)
- Zofia Saretok – Zuzia (odc. 65)
- Włodzimierz Press – Leon (odc. 65)
- Ryszard Dembiński – Kret Rufin (odc. 88)
- Regina Furmańska – Beatrycze
- Ewa Smolińska – Pusia
- Cezary Julski – Pająk Tarantula
- Joanna Orzeszkowska – owady

i inni
Śpiewali:
- Zbigniew Wodecki (oprócz odc. 53)
- Amazonki (odc. 53)

Lektor: Blanka Kutyłowska

### Druga wersja odc. 1-2, 23-24
Wersja polska: Studio Opracowań Filmów w Warszawie
Reżyseria:
- Ewa Złotowska (odc. 1-2),
- Miriam Aleksandrowicz (odc. 23-24)

Dialogi: Halina Wodiczko
Dźwięk:
- Stanisław Uszyński (odc. 1-2)
- Jerzy Januszewski (odc. 23-24)

Montaż:
- Gabriela Turant-Wiśniewska (odc. 1-2),
- Halina Ryszowiecka (odc. 23-24)

Kierownictwo produkcji:
- Elżbieta Araszkiewicz(inne języki) (odc. 1-2),
- Andrzej Oleksiak (odc. 23-24)

W wersji polskiej udział wzięli:
- Ewa Złotowska – Maja
- Jan Kociniak – Gucio
- Andrzej Gawroński – Filip
- Teresa Lipowska – panna Klementyna
- Ryszard Olesiński – strażnik ula #1 (odc. 1-2)
- Marek Frąckowiak – strażnik ula #2 (odc. 1-2)
- Halina Chrobak – jedna z małych pszczółek (odc. 1-2)
- Krystyna Kozanecka – jedna z małych pszczółek (odc. 1-2)
- Iwona Rulewicz – gąsienica (odc. 2)

i inni
Śpiewał: Zbigniew Wodecki
Lektor: Blanka Kutyłowska

### Wersja VHS
Serial został wydany na kasetach VHS z polskim dubbingiem.
- Dystrybucja: Orange (5 kaset); Mada Video Film (4 kasety); Cass Film (3 kasety + 1 z inną okładką, razem z magazynem „Czarodziejskie Opowieści”); Twoje Media-Cass Film (1 kaseta)[9]

Orange:
- Pszczółka Maja 1 (Narodziny; Maja uczy się fruwać)[10]
- Pszczółka Maja 2 (Maja i ważka Migotka; Maja wśród mrówek)[11]

Mada Video Film:
- Pszczółka Maja cz. 1 (Maja i ważka Migotka; Maja wśród mrówek; Maja i Bzyk)[12]
- Pszczółka Maja cz. 3 (Maja i dżdżownica Magda; Maja i żaba; Maja ratuje larwy)[13]
- Pszczółka Maja cz. 4 (Maja i szarańcza; Konkurs skoków)[14]

Cass Film:
- Pszczółka Maja (Maja wśród mrówek; Spotkanie z Burczymuchą; Maja i Tekla)[15]

### Wersja VCD
Wersja wydana na VCD
- Dystrybucja: Cass Film (dwie CD, jedna płyta – „Narodziny Pszczółki Mai” – z czasopismem „Dziecko”, jedna płyta z czasopismem „Claudia-Rodzice”)[9]
- Pszczółka Maja (Maja i Dżdżownica; Zielona Żaba)[16]

### Wersja DVD
- Dystrybucja: Cass Film – wydanie jednopłytowe, region: 0/U, format obrazu: 4:3, dźwięk: mono (polski dubbing), PAL, bezpośredni dostęp do scen[9].
- Pszczółka Maja (Narodziny; Lekcja latania; Uratowanie Migotki)[17]

## Nowa seria
We współpracy niemieckiej telewizji ZDF i francuskiej TF1 w Studio 100 w Paryżu powstało 78 nowych 12-minutowych odcinków przygód popularnej pszczółki z wykorzystaniem techniki animacji 3D.